# Əli bəy Hüseynzadə

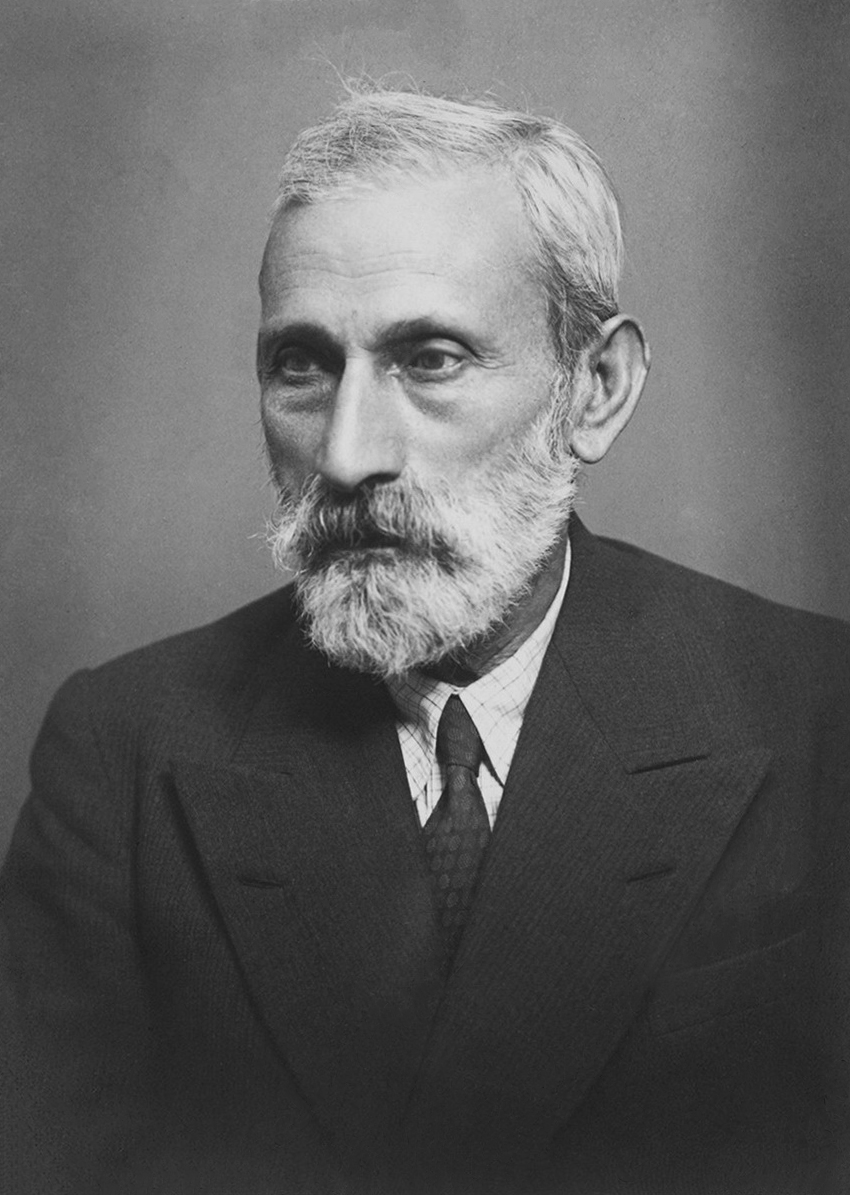
Əli bəy Hüseynzadə, 1933

Əli bəy Hüseynzadə (eingedeutscht Äli bäy Husseinsade; * 7. März 1864 in Salyan, Gouvernement Baku, Russisches Kaiserreich; † 17. März 1940 in Istanbul, Türkei) war ein aserbaidschanischer Gelehrter, Philosoph, Künstler und Arzt.

## Biographie
Hüseynzadə war in eine strenggläubige Familie hineingeboren. Sein Großvater Ahmad Saljani war von 1862 bis 1884 Schaich al-Islām der gesamten Kaukasus-Region.
Hüseynzadə erwarb seine Grundausbildung in einer muslimischen Schule in Tiflis. Dort besuchte er im Anschluss das Männergymnasium. 1885 ließ er sich in der Fakultät für Physik und Mathematik der Staatlichen Universität Sankt Petersburg einschreiben. Nach dem Abschluss im Jahr 1889 begab er sich in die Türkei, um an der Universität Istanbul Medizin zu studieren. Nach dem Studium diente er als Militärarzt in der osmanischen Armee und später als Assistenzprofessor an der Universität Istanbul. Er gilt als einer der Gründer des Komitees für Einheit und Fortschritt (KEF), einer politischen Organisation im Osmanischen Reich.
Im Jahr 1903 kehrte Hüseynzadə nach Aserbaidschan zurück und ließ sich in Baku nieder. In den darauffolgenden sieben Jahren widmete er sich der politischen Aufklärungstätigkeit und den Verlagsaktivitäten. Er war unter anderem Herausgeber der Zeitung “Həyat” (Das Leben) und Chefredakteur der Zeitung „Kaspi“.
1905 reiste Hüseynzadə als Teil der aserbaidschanischen Delegation, der auch spätere Gründungsväter der Demokratische Republik Aserbaidschan (DRA) wie Əlimərdan bəy Topçubaşov und Adil bay Sijadchanow angehörten, nach Sankt Petersburg, um dort am Gipfeltreffen aller muslimischen Parteien des Russischen Kaiserreichs teilzunehmen. Ziel der Konferenz war die Schaffung einer einheitlichen politischen Kraft, die alle Muslime des russischen Imperiums vertreten sollte. Ab 1906 gab Hüseynzadə mit finanzieller Unterstützung des Philanthropen Zeynalabdin Taghiyev die Zeitung „Füjüsat“ (Fusion) heraus.
1910 setzte sich Hüseynzadə erneut in die Türkei ab und betrieb dort als Mitglied des Präsidiums der KEF eine aktive politische Tätigkeit.
1918 kehrte Hüseynzadə zum zweiten Mal nach Aserbaidschan zurück und beteiligte sich diesmal am Gründungsprozess der DRA. Er entwarf das Grunddesign der Staatsflagge Aserbaidschans, die auch heutzutage als Nationalflagge des Landes verwendet wird. Zusammen mit Məhəmməd Əmin Rəsulzadə führte Hüseynzadə Gespräche mit dem Osmanischen Reich über die Hilfeleistung für die junge Republik.
Nach der gewaltsamen Auflösung der DRA durch Sowjetrussland im April 1920 emigrierte Hüseynzadə endgültig in die Türkei, wo er den Rest seines Lebens verbrachte. Er war hauptsächlich als Professor für Medizin an der Universität Istanbul tätig.

## Sonstiges
Hüseynzadə war ein talentierter Künstler seiner Zeit. Er gilt als Gründer der modernen aserbaidschanischen Ölmalerei auf Leinwand. Seine Gemälde werden in bekannten Museen Aserbaidschans aufbewahrt.

## Galerie

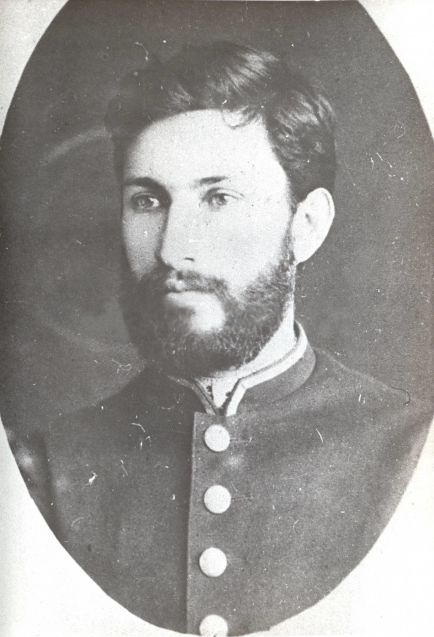
Hüseynzadə in seiner Jugendzeit
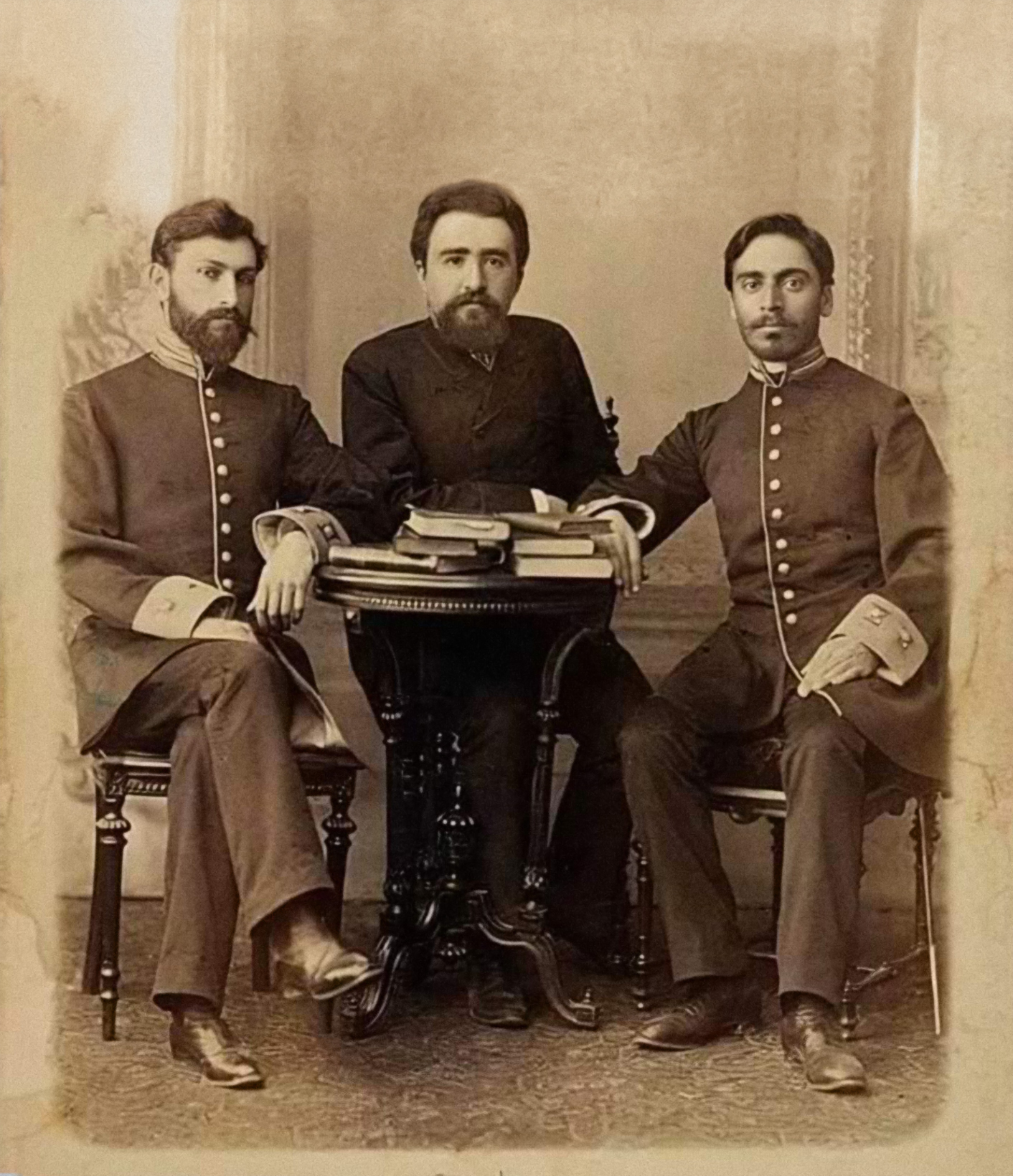
Əli bəy Hüseynzadə (links) zusammen mit Alimardan bay Toptschubaschow (in der Mitte) in Sankt Petersburg (1905)
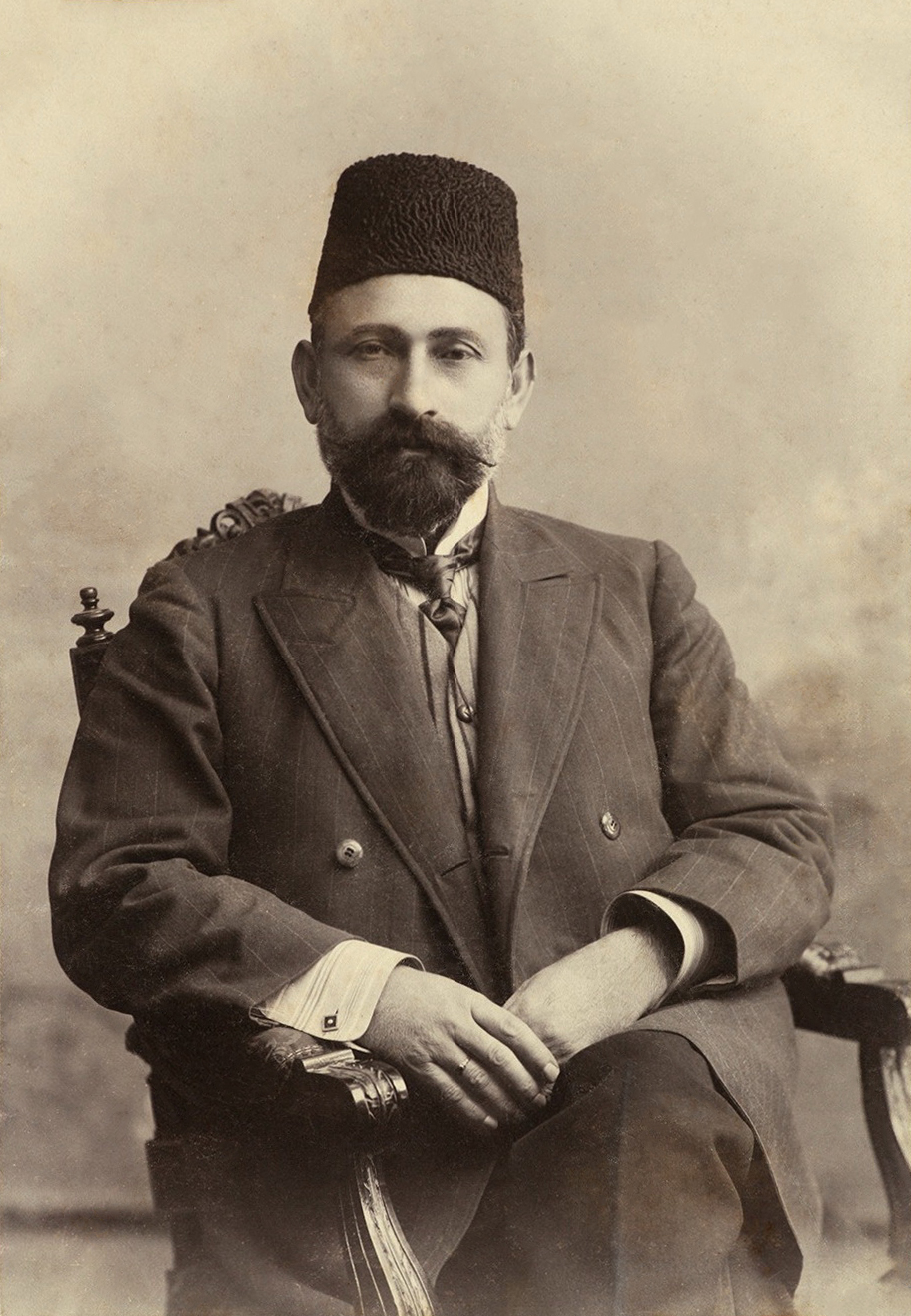
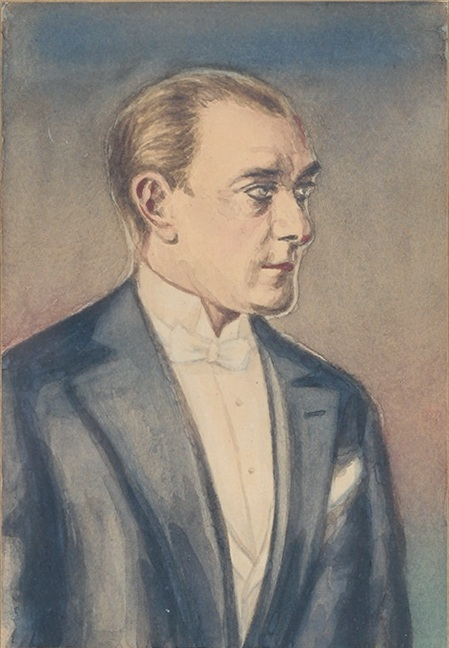
Mustafa Kemal Atatürk (Gemälde von Əli bəy Hüseynzadə)
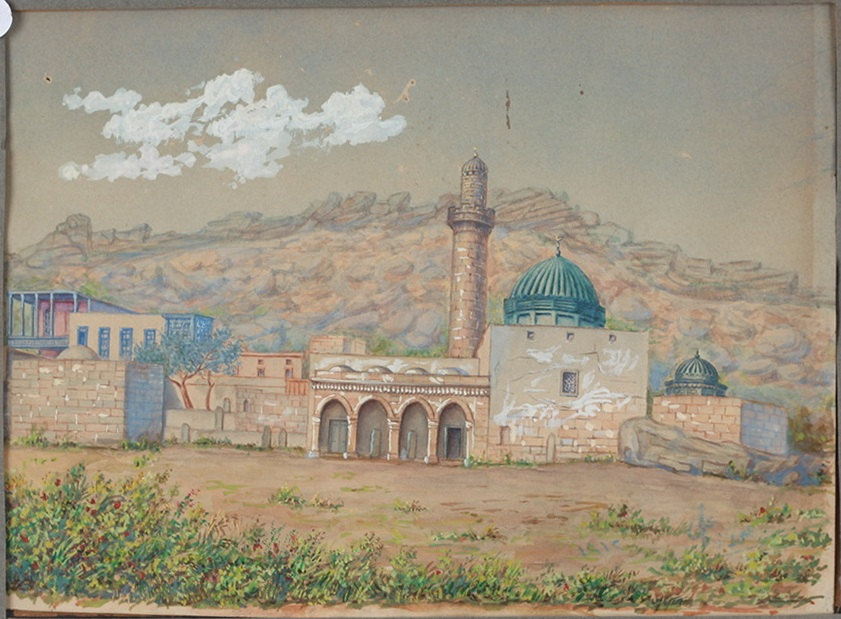
Bibiheybat in Baku (Gemälde von Əli bəy Hüseynzadə)
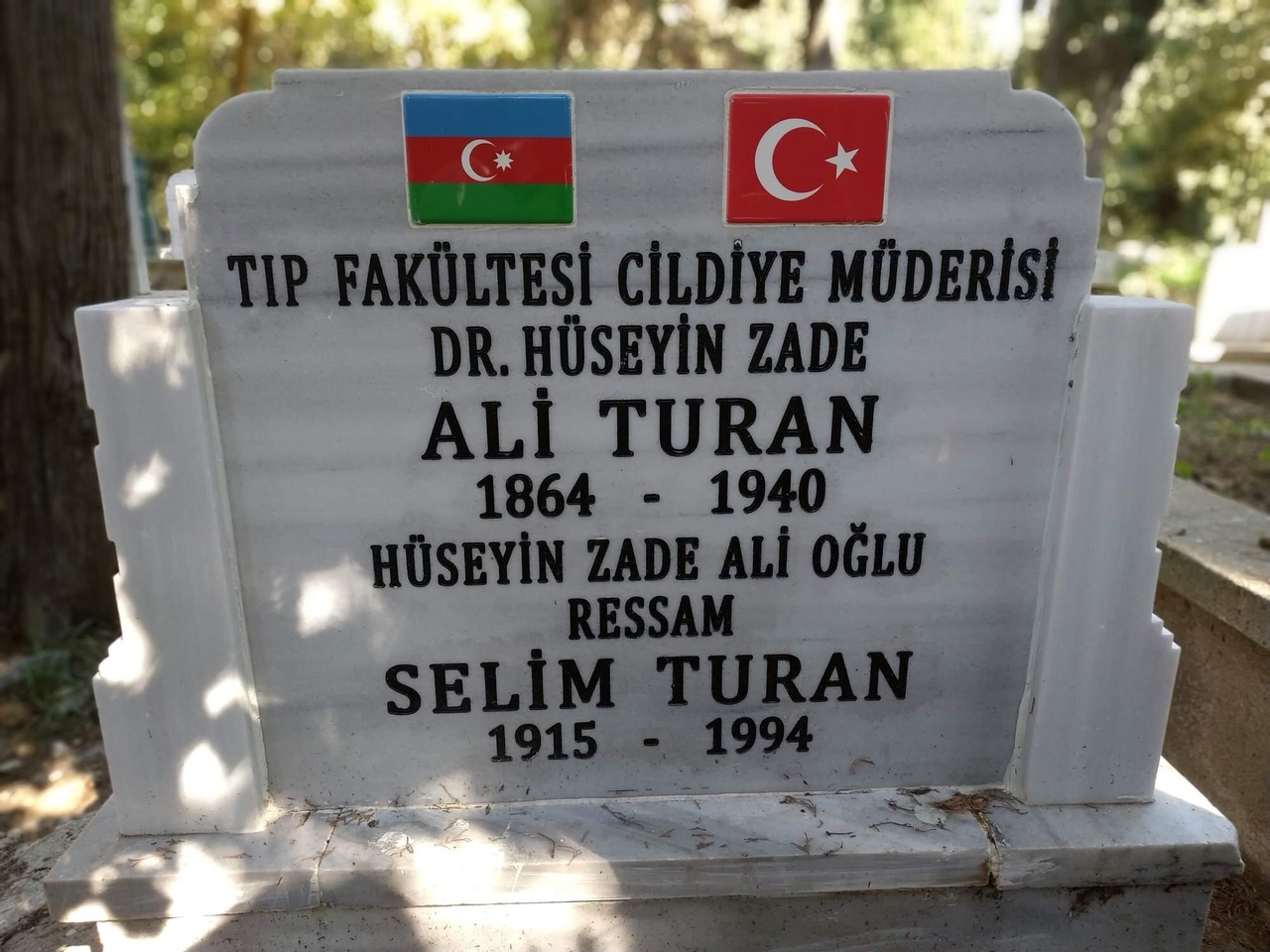
Grabmal von Hüseynzadə in Istanbul